# الهند الشرقية الهولندية
الهند الشرقية الهولندية هي المستعمرة الهولندية سابقا في شرق آسيا، والتي أصبحت تعرف حاليا بعد استقلالها بإندونيسيا وذلك بعد الحرب العالمية الثانية تكوّنت من المستعمرات المؤممة لشركة الهند الشرقية الهولندية، والتي وقعت تحت حكم الحكومة الهولندية في العام 1800.المعاهدة الأنجلو هولندية 1824 تنازل الهولنديون عن محافظة ملقا الهولندية لبريطانيا، مما أدى في النهاية إلى دمجها في ملقا (ولاية) في ماليزيا الحديثة.
خلال القرن التاسع عشر، توسّعت الهيمنة الهولندية ومستعمراتها، ووصلت أعظم حدّ للسيطرة في بداية القرن العشرين. كانت هذه المستعمرة من أكثر المستعمرات الأوروبية قيمةً تحت حُكم الإمبراطورية الهولندية، وأسهمت في بسط نفوذ هولندا على تجارة التوابل والمحاصيل النقدية في القرن التاسع عشر وبدايات القرن العشرين. بُني النظام الاجتماعي الاستعماري على هيكلية عِرقيّة واجتماعية صارمة، شهدت توطّن النخبة الهولندية الحاكمة منفصلةً عن مناطق السكان الأصليين من رعاياهم ولكن بقيوا على تواصلٍ معهم. بعد العام 1800، بدأ استعمال الاسم «إندونيسيا» ليشير إلى تلك المنطقة الجغرافية. في بداية القرن العشرين، راح المفكرون المحليّون يطوّرون مفهوم إندونيسيا كدولة أمّة، واضعين بذلك لبِنة أساسية في مرحلة السعي نحو الاستقلال. في [[المعاهدة
فكّك الاحتلال الياباني للهند الشرقية الهولندية خلال الحرب العالمية الثانية الحكمَ الاستعماري والاقتصادي الهولندي في تلك المنطقة. بعد استسلام اليابان في أغسطس 1945، أعلن الوطنيون الإندونيسيون الاستقلال، والذي دافعوا عنه بخوضهم الثورة الوطنية الإندونيسية. في مؤتمر الطاولة المستديرة الهولندي الإندونيسي، في العام 1949 اعترفت هولندا رسمياً بسيادة إندونيسيا، باستثناء غينيا الجديدة الهولندية (غرب غينيا الجديدة)، والتي انفصلت عن إندونيسيا بعد 14 عاماً في العام 1963 طبقاً لأحكام اتفاقية نيويورك.

## أصل الكلمة
تأتي كلمة «إنديز» من الكلمة اللاتينية «إندوس»، وهو اسم الهند «إنديا». نقل المترجمون الإنجليز الأوائل الاسم الأصلي، الهند الهولندية، إلى الإنجليزية باسم الهند الشرقية الهولندية وذلك تمييزاً لها عن الهند الغربية الهولندية. تُظهر سجلات شركة الهند الشرقية الهولندية اسم «الهند الهولندية» مبكراً منذ عشرينيات القرن السابع عشر.

## التاريخ

### حكم شركة الهند الشرقية الهولندية
قبل قرون من وصول الغزو الأوروبي، وُجدت في الأرخبيل الإندونيسي العديد من الدول، بما فيها الدويلات الساحلية التجارية، والدول الزراعية في البر الرئيسي،  كان من أبرزها سريفجايا وماجاباهيت. كان البرتغاليون أول المستعمرين الأوروبيين الواصلين في عام 1512. بعد عدم مقدرة الهولنديين الحصول على التوابل من أوروبا، انطلقت أول حملة بحرية هولندية نحو الهند الشرقية في العام 1595 للحصول على التوابل مباشرةً من مصدرها في آسيا. عند تحقيق الحملة نسبة أرباح بلغت 400% بعد عودتها، انطلقت حملات هولندية أخرى. إدراكاً منها للأهمية التجارية للهند الشرقية، جمعت الحكومة الهولندية الشركات المتنافسة في كيان واحد هو «شركة الهند الشرقية المتحدة».
خوّلت الحكومة الهولندية شركة الهند الشرقية المتحدة بشنّ الحروب، وتحصين القلاع، وعقد الاتفاقيات في مختلف أنحاء قارة آسيا. أُنشئ مقرّ للشركة في مدينة باتافيا (جاكارتا الحالية)، والتي أصبحت المركز الرئيسي لشبكة تجارتها الآسيوية.
إضافةً لاحتكاراتها الأولية على مواد مثل جوزة الطيب، والفلفل، والقرنفل، والقرفة، أضافت الشركة وإدارات الاستعمارية اللاحقة محاصيل نقديّة خارجية مثل القهوة، والشاي، والكاكاو، والتبغ، والمطاط، والسكر، والأفيون. كما قامت بتعزيز حماية مصالحها الاقتصادية من خلال غزو المناطق المحيطة.
أدى تضافر عوامل مثل التهريب، والتكلفة العالية لحالة الحرب المستمرة، والفساد، وسوء الإدارة إلى إفلاس الشركة مع نهاية القرن الثامن عشر.
حُلّت الشركة رسمياً في العام 1800 وجرى تأميم جميع ممتلكاتها الاستعمارية في الأرخبيل الإندونيسي (بما فيها مناطق من جافا، وأجزاء من سومطرة، وأغلب مناطق جزر الملوك، والموانئ الداخلية غير الساحلية مثل ماكاسار، ومانادو، وكوبانغ) لتضمها الجمهورية الهولندية تحت اسم الهند الشرقية الهولندية.

### الحكم الهولندي
ابتداءً من وصول أولى سفن الحملات الهولندية في أواخر القرن السادس عشر، وحتى إعلان الاستقلال في العام 1945، تميّزت السيطرة الهولندية على الأرخبيل الإندونيسي بالهشاشة. إذ رغم سيطرة الهولنديين على جاوة، بقيت العديد من المناطق مستقلة أغلب تلك الفترة، بما فيها آتشيه، بالي، لومبوك، وبورينو.
نشبت عدة حروب واضطرابات عبر الأرخبيل نظراً لمقاومة السكان الأصليين لمساعي تثبيت الهيمنة الهولندية، وهو الأمر الذي أدى إلى إضعاف السيطرة الهولندية وإنهاك قواتها العسكرية. كما بقيت القرصنة البحرية مشكلةً حتى أواسط القرن التاسع عشر. في نهاية المطاف، شهِدت بداية القرن العشرين بسط السيطرة الإمبراطورية على المنطقة التي تُعرف اليوم باسم إندونيسيا.
في العام 1806، خضعت هولندا للسيطرة الإمبراطورية الفرنسية، حيث أجلس الإمبراطور نابليون الأول أخاه لويس بونابارت على العرش الهولندي، وهو ما أدى إلى تعيين المارشال هيرمان ويليم ديانديلز كحاكم عام للهند الشرقية الهولندية. في العام 1811، استُبدل داينديلز بالحاكم العام جان ويليم جانسان، ولكن بُعيد وصوله، احتل البريطانيون عدداً من موانئ الهند الشرقية الهولندية بما فيها جزر التوابل في العام 1810، وجاوا في السنة اللاحقة، وأصبح توماس ستامفورد رافلز نائب الحاكم. وإثر هزيمة نابليون في معركة واترلو في العام 1815، وبعد مؤتمر فيينا، استُعيد الحكم الهولندي المستقلّ في العام 1816. بموجب الاتفاقية الآنجلو هولندية في العام 1824، توّلى الهولنديون إدارة المستعمرات البريطانية مثل بينغكولو وسومطرة، مقابل التخلّي عن مستعمراتهم في شبه جزيرة مالايو والهند الهولندية. إلى هذا اليوم تبقى الحدود الناجمة عن تلك الاتفاقية بين المستعمرات البريطانية والهولندية السابقة تبقى ماثلةً في الحدود بين ماليزيا وإندونيسيا.
منذ إنشاء شركة الهند الشرقية الهولندية في القرن السابع عشر، كان التوسّع الهولندي مسألة أعمال تجارية. رسّخ الحُكم العام لغراف فان دين بوش (1830-1835) فكرة الربحيّة كأساسٍ للسياسة العامة، مركزاً الاهتمام على جاوة، سومطرة، وبانغكا. على أي حال، بدءاً من العام 1840، أدّت سياسات التوسّع الوطنية الهولنديّة إلى خوضهم سلسلة حروب لتوسيع مستعمراتهم وبسط نفوذهم على جُزُر أخرى. كان من أسباب تلك الحروب المباشرة: حماية المناطق التي كانت تحت سيطرتهم، تدخّل المسؤولين الهولنديين الطامحين للمجد أو الترقية، وتثبيت الحكم الهولندي في أرجاء الأرخبيل الإندونيسي منعاً لتدخلات القوى الاستعمارية الغربية الأخرى خلال فترة التوسّع الاستعماري. بما أن استغلال الموارد الإندونيسية امتد خارج جافا، فقد رضخت معظم الجُزُر للسيطرة الهولندية المباشرة أو خضعت لتأثيرها.
أخضع الهولنديون شعب مينانغكابو في سومطرة بعد حرب بادري (1821-1838)، وأنهت حرب جاوة (1825-1830) المقاومة الأهلية فيها. نتجت عن حرب بنجرماسين (1859-1863) التي وقعت في جنوب شرق كليمنتان هزيمةُ السلطان. بعد عدة حملات فاشلة لإخضاع بالي في 1846 و1848، نجح الهولنديون في غزو شمال بالي في العام 1849. كانت أطول حملة عسكرية خاضها الهولنديون هي حرب إقليم آتشه، حيث واجه الغزو الهولندي في العام 1873 مقاومةً شرسةً من السكان الأصليين تمثلت في حروب عصابات انتهت باستسلام الآتشيين في العام 1912. استمر نشوب الاضطرابات في كل من جافا وسومطرة في أواخر القرن التاسع عشر. ومع ذلك، خضعت جزيرة لومبوك للسيطرة الهولندية في العام 1894، وقُضي على مقاومة باتاك في شمال سومطرة في العام 1895. مع نهاية القرن التاسع عشر، مال ميزان القوى العسكري لصالح هولندا كونها أصبحت دولة صناعيّة متقدّمة مقابل السكان الأصليين الإندونيسيين ذوي حكومات ما قبل العصر الصناعي، واتسعت الهوة التكنولوجية بين المتحاربين. كان القادة العسكريون والسياسيون الهولنديون يؤمنون بأنهم يؤدّون واجباً أخلاقياً لتحرير السكان الإندونيسيين الأصليين من حكامهم، الذين اعتبروهم طغاةً متخلّفين وعديمي الاحترام للقانون الدولي.
رغم اندلاع الانتفاضات المسلحة الإندونيسية ضد الهولنديين، فقد نجح الهولنديون في توسيع الحكم الاستعماري عبر أنحاء الأرخبيل الإندونيسي بين الأعوام 1901 و1910 وانتزعوا الحُكم من بعض الحكّام المحليين المستقلين. احتُلّت سولاوسي الجنوبية الغربية بين العامين 1905 و1906، وأُخضعت جزيرة بالي بحملة عسكرية في العامين 1906 و1908، بسبب وجود بعض الممالك المستقلة فيها مثل جزر الملوك، وسومطرة، وكليمنتان، وجزر سوندا الصغرى.
استغاث بعض الحكّام الآخرين مثل سلطان تيدور في جزر الملوك، وسلطان بونتياناك (في كاليمنتان)، وفليمبان في سومطرة بحماية الإمبراطوريّة الهولنديّة ضدّ إزعاج كيانات جيرانهم المستقلّين، متجنّبين بذلك الغزو العسكري الهولندي لممالكهم، واستطاعوا تبعاً لذلك الاتفاق على شروط حمايةٍ استعماريةٍ أفضل من جيرانهم المهزومين.
أُخضعت شبه جزيرة بيرد هيد (غرب غينيا الجديدة) للإدارة الهولندية في العام 1920. وشكّل هذا النطاق الإقليمي فيما بعد منطقة جمهورية إندونيسيا.